# Aéroport de Praslin
L'aéroport de Praslin est un aérodrome civil seychellois situé sur l'île de Praslin. Il est l'un des deux seuls aéroports des Seychelles. Il assure des liaisons vers l'île principale. L'aéroport a été rouvert après des travaux de quarante millions de roupies seychelloises.

## Situation
| Alphonse Assomption île aux Oiseaux Coëtivy D'Arros Denis Desroches Farquhar Frégate Marie Louise Platte Praslin Remire Mahé |

## Fréquentation
L'aérodrome est en concurrence directe avec le ferry rapide liant la capitale Victoria en 45 minutes pour un prix équivalent aux tarif plancher des vols.
Évolution du trafic entre les deux aéroports seychellois,,,,,,,
| Année | Passagers | Evolution |
| ----- | --------- | --------- |
| 2013  | 160 262   | 60%       |
| 2012  | 100 302   | 42%       |
| 2011  | 173 736   | 8%        |
| 2010  | 161 045   | 6%        |
| 2009  | 152 614   | 28%       |
| 2008  | 212 784   | 16%       |
| 2007  | 252 545   | 6%        |
| 2006  | 237 199   | 11%       |
| 2005  | 214 055   | 0%        |
| 2004  | 215 074   | 6%        |
| 2003  | 227 830   | 0%        |

## Compagnies et destinations
L'aérodrome est desservi uniquement par de petits bimoteurs opérés par Air Seychelles depuis l'aéroport de Mahé. Le tarif d'un vol simple entre les deux îles débute à partir de 60$.
| Compagnies     | Destinations                  |
| -------------- | ----------------------------- |
| Air Seychelles | Mahé-Seychelles international |

Édité le 06/10/2017Actualisé le 2/12/2023